# 륑뷔 BK
륑뷔 BK(덴마크어: Lyngby Boldklub, Lyngby BK)는 1921년에 창단된 덴마크 콘겐스 륑뷔의 축구 클럽으로, 현재 수페르리가에서 활동하고 있다.

## 성적
- 덴마크 수페르리가
  - 우승 2회 (1983, 1992)
  - 준우승 3회 (1981, 1985, 1991)
  - 3위 3회 (1984, 1988, 1989)
- 덴마크 컵
  - 우승 3회 (1984, 1985, 1990)
  - 준우승 2회 (1970, 1980)
- 덴마크 1부 리그
  - 우승 1회 (2007)
  - 준우승 1회 (1979)
  - 3위 1회 (2006)

## 선수 명단

### 현역
참고: FIFA 자격 규정에 따라 소속된 국가대표팀 국기를 표시합니다. 선수는 복수의 FIFA 비회원국 국적을 가지고 있을 수 있습니다.
| 번호 | 포지션 | 국적 | 이름 |
| ---- | ------ | ---- | ---- |

| 번호 | 포지션 | 국적 | 이름            |
| ---- | ------ | ---- | --------------- |
| 23   | DF     |      | 아담 안데르손   |
| 31   | GK     |      | 요나스 크룸라이 |